# Paris-Tours 2017
Le Paris-Tours 2017 est la 111e édition de cette course cycliste sur route masculine. Il a eu lieu le 8 octobre 2017. Il fait partie du calendrier UCI Europe Tour 2017 en catégorie 1.HC.

## Parcours
La course part de Brou, en Eure-et-Loir, et arrive à Tours, sur l'avenue de Grammont, après 234 kilomètres. Les côtes de Beau Soleil et de l'Epan, absentes du parcours en 2016, y font leur retour,.

## Équipes
| WorldTeams (9)- Quick-Step Floors - Lotto-Soudal - FDJ - Team Sunweb - AG2R La Mondiale - Lotto NL-Jumbo - BMC Racing Team - Katusha-Alpecin - Dimension Data Équipes continentales professionnelles (10)- Wanty-Groupe Gobert - Cofidis, Solutions Crédits - Sport Vlaanderen-Baloise - Verandas Willems-Crelan - WB-Veranclassic-Aqua Protect - Roompot-Nederlandse Loterij - Delko Marseille Provence KTM - Direct Énergie - Fortuneo-Oscaro - Aqua Blue Sport Équipes continentales (3)- Roubaix Lille Métropole - HP BTP-Auber 93 - Armée de terre |
| |

## Déroulement de la course
Romain Combaud (Delko-Marseille-Provence-KTM), Michael Goolaerts (Verandas Willem's), Lawrence Naesen (WB-Veranclassic-Aqua Project), Stéphane Poulhies (Armée de Terre) et Brian Van Goethem (Roompot-Nederlandse Loterij) s'échappent en début de course. L'avance qu'ils creusent sur le peloton n'excède par 5 minutes. Van Goethem et Naesen sont les derniers à être rattrapés, au pied de la côte de Beau Soleil. Matteo Trentin (Quick-Step Floors) lance une première attaque dans cette côte, sans parvenir à emmener avec lui d'autres coureurs intéressés par une échappée. Il tente à nouveau dans la côte de l'Epan et est cette fois accompagné par son coéquipier Niki Terpstra et Søren Kragh Andersen (Sunweb).
Terpstra assure des relais afin d'empêcher le retour de poursuivants et d'emmener ensuite le sprint de Trentin. Celui-ci s'impose devant Andersen. Terpstra est troisième.
Matteo Trentin dispute à cette occasion sa dernière course avec l'équipe Quick-Step Floors et lui apporte sa 52e victoire de la saison. Il remporte cette course pour la deuxième fois, après 2015, et clot ainsi la saison la plus prolifique de sa carrière, avec sept victoires dont quatre étapes du Tour d'Espagne.

## Classement final
.
| \| Classement général \| Classement général \| Classement général \| Classement général \| Classement général \| \| Coureur \| Coureur \| Pays \| Équipe \| Temps \| \| ------------------ \| --------------------- \| ------------------ \| ------------------- \| ------------------ \| \| 1er \| Matteo Trentin \| Italie \| Quick-Step Floors \| 5 h 22 min 51 s \| \| 2e \| Søren Kragh Andersen \| Danemark \| Team Sunweb \| + 0 s \| \| 3e \| Niki Terpstra \| Pays-Bas \| Quick-Step Floors \| + 1 s \| \| 4e \| André Greipel \| Allemagne \| Lotto-Soudal \| + 7 s \| \| 5e \| Maximiliano Richeze \| Argentine \| Quick-Step Floors \| + 7 s \| \| 6e \| Oliver Naesen \| Belgique \| AG2R La Mondiale \| + 7 s \| \| 7e \| Yves Lampaert \| Belgique \| Quick-Step Floors \| + 7 s \| \| 8e \| Andrea Pasqualon \| Italie \| Wanty-Groupe Gobert \| + 7 s \| \| 9e \| Mike Teunissen \| Pays-Bas \| Team Sunweb \| + 7 s \| \| 10e \| Jempy Drucker \| Luxembourg \| BMC Racing Team \| + 7 s \| \| 11e \| Tom Devriendt \| Belgique \| Wanty-Groupe Gobert \| + 7 s \| \| 12e \| Lorrenzo Manzin \| France \| FDJ \| + 7 s \| \| 13e \| Amund Grøndahl Jansen \| Norvège \| LottoNL-Jumbo \| + 10 s \| \| 14e \| Olivier Le Gac \| France \| FDJ \| + 12 s \| \| 15e \| Daniel Oss \| Italie \| BMC Racing Team \| + 14 s \| \| 16e \| Silvan Dillier \| Suisse \| BMC Racing Team \| + 22 s \| \| 17e \| Jasper De Buyst \| Belgique \| Lotto-Soudal \| + 22 s \| \| 18e \| Marc Sarreau \| France \| FDJ \| + 28 s \| \| 19e \| Dylan Groenewegen \| Pays-Bas \| LottoNL-Jumbo \| + 28 s \| \| 20e \| Nikolas Maes \| Belgique \| Lotto-Soudal \| + 28 s \| |                       |            |                     |                 |
| |                       |            |                     |                 |
| Source : ProCyclingStats |                       |            |                     |                 |
| Classement général |                       |            |                     |                 |
| Coureur | Coureur               | Pays       | Équipe              | Temps           |
| 1er | Matteo Trentin        | Italie     | Quick-Step Floors   | 5 h 22 min 51 s |
| 2e | Søren Kragh Andersen  | Danemark   | Team Sunweb         | + 0 s           |
| 3e | Niki Terpstra         | Pays-Bas   | Quick-Step Floors   | + 1 s           |
| 4e | André Greipel         | Allemagne  | Lotto-Soudal        | + 7 s           |
| 5e | Maximiliano Richeze   | Argentine  | Quick-Step Floors   | + 7 s           |
| 6e | Oliver Naesen         | Belgique   | AG2R La Mondiale    | + 7 s           |
| 7e | Yves Lampaert         | Belgique   | Quick-Step Floors   | + 7 s           |
| 8e | Andrea Pasqualon      | Italie     | Wanty-Groupe Gobert | + 7 s           |
| 9e | Mike Teunissen        | Pays-Bas   | Team Sunweb         | + 7 s           |
| 10e | Jempy Drucker         | Luxembourg | BMC Racing Team     | + 7 s           |
| 11e | Tom Devriendt         | Belgique   | Wanty-Groupe Gobert | + 7 s           |
| 12e | Lorrenzo Manzin       | France     | FDJ                 | + 7 s           |
| 13e | Amund Grøndahl Jansen | Norvège    | LottoNL-Jumbo       | + 10 s          |
| 14e | Olivier Le Gac        | France     | FDJ                 | + 12 s          |
| 15e | Daniel Oss            | Italie     | BMC Racing Team     | + 14 s          |
| 16e | Silvan Dillier        | Suisse     | BMC Racing Team     | + 22 s          |
| 17e | Jasper De Buyst       | Belgique   | Lotto-Soudal        | + 22 s          |
| 18e | Marc Sarreau          | France     | FDJ                 | + 28 s          |
| 19e | Dylan Groenewegen     | Pays-Bas   | LottoNL-Jumbo       | + 28 s          |
| 20e | Nikolas Maes          | Belgique   | Lotto-Soudal        | + 28 s          |